# Dãy Appalachia

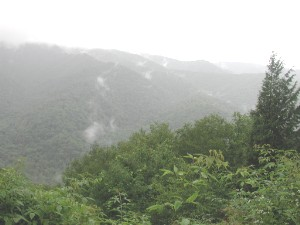
Trời mưa ở vùng núi Great Smoky, miền Tây Bắc Carolina

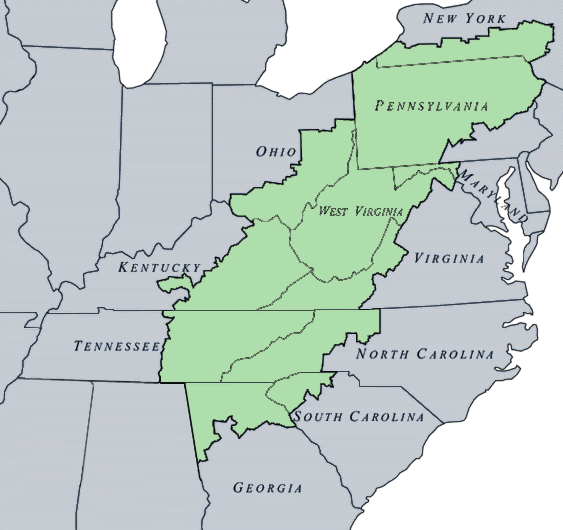
"Appalachia", phía trung và nam của dãy Appalachia ở Hoa Kỳ, cũng bao gồm hai cao nguyên Allegheny và Cumberland

Dãy Appalachia (phát âm như"A-pa-lấy-sân"hay"A-pa-lát-chân"; tiếng Pháp: les Appalaches) là dãy núi dài ở miền đông Bắc Mỹ, phía cực bắc thuộc Canada nhưng chủ yếu thuộc lãnh thổ Hoa Kỳ. Dãy Appalchia có chiều rộng từ 150 đến 500 kilômét (100–300 dặm), bắt đầu từ đảo Newfoundland (Canada) và kéo dài 2.500 km theo hướng đông bắc-tây nam tới miền Trung tiểu bang Alabama (Mỹ). Một vài mỏm đồi lan đến cả miền đông bắc tiểu bang Mississippi. Nếu chỉ tính phần trên đất liền thì phía cực bắc là bán đảo Gaspé, Québec.
Dãy Appalchia được chia thành nhiều dãy núi nhỏ hơn, cao trung bình là khoảng 900 mét (3.000 foot). Ngọn núi cao nhất núi Mitchell ở Bắc Carolina (2.037 m hay 6.684 foot), cũng là điểm cao nhất của cả miền đông Bắc Mỹ phía đông sông Mississippi.
Địa danh miền Appalachia được dùng cho cả khu vực gồm đồi núi, cao nguyên và bình nguyên lân cận. Tuy nhiên, bình thường thì Appalachia chỉ áp dụng đến khu vực miền trung và miền nam dãy Appalachia, bao gồm các tiểu bang Kentucky, Tennessee, Virginia, Tây Virginia, và Bắc Carolina. Có người dùng thì gom cả khu vực miền Bắc Georgia và miền Tây Nam Carolina, Pennsylvania và miền Đông Nam Ohio vào Appalachia.

## Tên gọi
Khi đoàn thám hiểm Álvar Núñez Cabeza de Vaca đi dọc bờ biển Florida năm 1528, họ tìm thấy một thị xã thổ dân và ghi xuống tên thị xã là Apalachen [a.paˈla.tʃɛn]. Tên và cách phát âm này chỉ đến người Apalachee, cũng như một vịnh gần đấy (ngày nay là vịnh Apalachee), sông Apalachicola và vịnh Apalachicola, và thành phố dưới tên Apalachicola, Florida.
Từ"Apalachen"cũng chỉ đến một vùng núi nội địa, và từ từ nó bắt đầu chỉ đến cả dãy núi và người ta bắt đầu đánh vần nó là"Appalachia". Có vài cách phát âm tên"Appalachia". Người miền Nam Hoa Kỳ thường đọc /æpə'lætʃʲə/ (như"A-pa-lát-cha"), còn những người khác, nhất là từ miền đông bắc, thường đọc /æpə'leɪʃʲə/ ("A-pa-lấy-sa"). 